# Verónica Challco Tapia

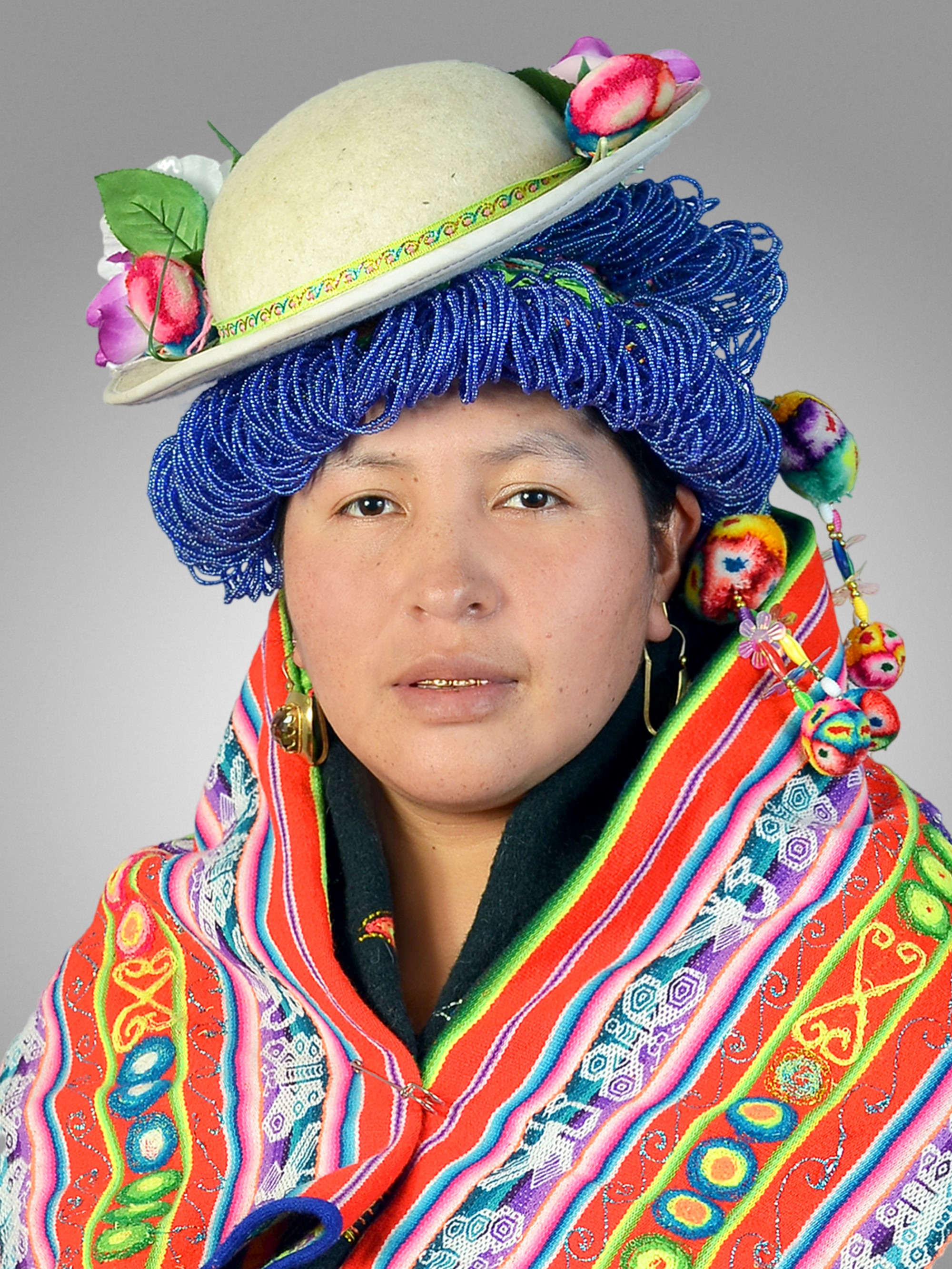
Verónica Challco Tapia (2020)

Verónica Challco Tapia (* 20. Juli 1987 in Amarete, Municipio Charazani, Provinz Bautista Saavedra, Departamento La Paz) ist eine bolivianische Politikerin der Movimiento al Socialismo – Instrumento Político por la Soberanía de los Pueblos (MAS IPSP), die seit dem 8. November 2023 Erste Vizepräsidentin des Abgeordnetenhauses von Bolivien ist.

## Leben
Verónica Challco Tapia, die zum indigenen Volk der Kallawaya gehört, begann ihr politisches Engagement 2013 als Vorsteherin (Capitán) der Kuraq Ura Ayllu San Iqui innerhalb der Volksorganisation der Kallawaya. 2019 wurde sie Vorsteherin (Mama T’alla – Jilaqata) der Ortschaft Amarete, deren Bevölkerung zehn soziale Geschlechter kennt. Ihre Programmatik enthält die Förderung ihrer Kultur und die Achtung der Rechte indigener Bauernvölker.
Bei der Parlamentswahl am 18. Oktober 2020 wurde Verónica Challco für die MAS im „Sonderwahlkreis der indigenen Nationen und Völker, Bauern und afro-bolivianischen Bevölkerung“ im Departamento La Paz zum Mitglied (Titular) des Abgeordnetenhauses von Bolivien (Cámara de Diputados) gewählt, des Unterhauses der Plurinationalen Legislativen Versammlung Boliviens (Asamblea Legislativa Plurinacional). Während der Sitzungsperiode 2021/2022 fungierte sie als Sekretärin des Ausschusses für Menschenrechte und Chancengleichheit (Comité de Derechos Humanos e Igualdad de Oportunidades) und wurde am 8. November 2023 Erste Vizepräsidentin des Abgeordnetenhauses für die Sitzungsperiode 2023/2024. Sie ist damit erste Stellvertreterin von Parlamentspräsident Israel Huaytari Martínez.